# Lista de prefeitos de Ananindeua
Esta é a lista de prefeitos do município de Ananindeua, estado brasileiro do Pará.
| N° | Nome                            | Imagem                            | Partido                                          | Início do mandato       | Fim do mandato | Observações |
| -- | ------------------------------- | --------------------------------- | ------------------------------------------------ | ----------------------- | --- | --- |
| 1  | Claudomiro Belém de Nazaré      |                                   | Partido Social Democrático PSD                   | 3 de janeiro de 1944    | 4 de fevereiro de 1945 | Nomeado a prefeitura do município |
| 2  | Fausto Augusto R. Batalha       |                                   | Partido Social Democrático PSD                   | 5 de fevereiro de 1945  | 26 de março de 1946 | Nomeado a prefeitura do município |
| 3  | Claudomiro Belém de Nazaré      |                                   | Partido Social Democrático PSD                   | 30 de março de 1946     | 25 de abril de 1946 | Nomeado a prefeitura do município |
| 4  | José Platino Santana            |                                   | Partido Social Democrático PSD                   | 26 de abril de 1946     | 30 de janeiro de 1948 | Nomeado a prefeitura do município |
| 5  | João Alves de Andrade           |                                   | Partido Social Democrático PSD                   | 31 de janeiro de 1948   | 30 de janeiro de 1952 | Prefeito eleito em sufrágio universal |
| 6  | Raimundo Paiva da Vera Cruz     |                                   | Partido Social Progressista PSP                  | 31 de janeiro de 1952   | 30 de janeiro de 1955 | Prefeito eleito em sufrágio universal |
| 7  | Raimundo Dickson Ferreira       |                                   | Partido Social Democrático PSD                   | 31 de janeiro de 1955   | 8 de setembro de 1959 | Prefeito eleito em sufrágio universal |
| 8  | Claudomiro Belém de Nazaré      |                                   | Partido Social Democrático PSD                   | 9 de setembro de 1959   | 30 de janeiro de 1963 | Nomeado a prefeitura do município |
| 9  | Walterno Cardoso Teixeira       |                                   | União Democrática Nacional UDN                   | 31 de janeiro de 1963   | 30 de janeiro de 1968 | Prefeito eleito em sufrágio universal |
| 10 | José Cabral Vicente             |                                   | Aliança Renovadora Nacional ARENA                | 31 de janeiro de 1968   | 30 de janeiro de 1973 | Prefeito eleito em sufrágio universal |
| 11 | Paulo Afonso de Oliveira Falcão |                                   | Aliança Renovadora Nacional ARENA                | 31 de janeiro de 1973   | 31 de janeiro de 1977 | Prefeito eleito em sufrágio universal |
| 12 | Luís Otávio Branco              |                                   | Aliança Renovadora Nacional ARENA                | 1° de fevereiro de 1977 | 5 de janeiro de 1980 | Prefeito eleito em sufrágio universal |
| 13 | Frederico Santos de Souza       |                                   | Partido Democrático Social PDS                   | 6 de janeiro de 1980    | 15 de fevereiro de 1984 | Nomeado a prefeitura do município |
| 14 | Paulo Afonso de Oliveira Falcão |                                   | Partido Democrático Social PDS                   | 16 de fevereiro de 1984 | 31 de dezembro de 1988 | Vice-prefeito eleito no cargo de titular |
| 15 | Fernando de Souza Corrêa        |                                   | Partido da Frente Liberal PFL                    | 1° de janeiro de 1989   | 31 de dezembro de 1992 | Prefeito eleito em sufrágio universal |
| 16 | Rufino Franco de Leão Filho     |                                   | Partido da Social Democracia Brasileira PSDB     | 1° de janeiro de 1993   | 31 de dezembro de 1996 | Prefeito eleito em sufrágio universal |
| 17 | Manoel Pioneiro                 |                                   | Partido da Social Democracia Brasileira PSDB     | 1° de janeiro de 1997   | 31 de dezembro de 2000 | Prefeito eleito em sufrágio universal |
| 17 | Manoel Pioneiro                 | 1° de janeiro de 2001             | Partido da Social Democracia Brasileira PSDB     | 31 de dezembro de 2004  | Prefeito reeleito em sufrágio universal | |
| 18 | Helder Barbalho                 |                                   | Partido do Movimento Democrático Brasileiro PMDB | 1° de janeiro de 2005   | 31 de dezembro de 2008 | Prefeito eleito em sufrágio universal |
| 18 | Helder Barbalho                 | 1° de janeiro de 2009             | Partido do Movimento Democrático Brasileiro PMDB | 31 de dezembro de 2012  | Prefeito reeleito em sufrágio universal | |
| 19 | Manoel Pioneiro                 |                                   | Partido da Social Democracia Brasileira PSDB     | 1° de janeiro de 2013   | 31 de dezembro de 2016 | Prefeito eleito em sufrágio universal |
| 19 | Manoel Pioneiro                 | 1° de janeiro de 2017             | Partido da Social Democracia Brasileira PSDB     | 31 de dezembro de 2020  | Prefeito reeleito em sufrágio universal | |
| 20 | Dr. Daniel                      |                                   | Movimento Democrático Brasileiro MDB             | 1° de janeiro de 2021   | 31 de dezembro de 2024 | Prefeito eleito em sufrágio universal |
| 20 | Dr. Daniel                      | Partido Socialista Brasileiro PSB | 1° de janeiro de 2025                            | 5 de agosto de 2025     | Prefeito reeleito em sufrágio universal, foi afastado do cargo por decisão liminar do Tribunal de Justiça do Estado do Pará, após ser deflagrada a Operação Hades pelo MP-PA. | |
| -  | Hugo Atayde                     |                                   | Partido da Social Democracia Brasileira PSDB     | 5 de agosto de 2025     | 6 de agosto de 2025 | Vice-prefeito eleito interinamente no cargo de titular, devido ao afastamento de Daniel Santos por decisão liminar do Tribunal de Justiça do Estado do Pará. |
| 20 | Dr. Daniel                      |                                   | Partido Socialista Brasileiro PSB                | 6 de agosto de 2025     | Atualmente | Prefeito reeleito afastado de volta ao cargo de titular. |

1. Referências

1. ↑  07.07.19 10h44. «Ex-prefeito de Ananindeua, Rufino Leão, morre em hospital de Belém»
2. ↑  «Resultados das Eleições»
3. ↑  «Resultado da Eleição 2000»
4. ↑  «Divulgação de Candidaturas e Contas Eleitorais»
5. ↑  «Apuração das Eleições 2012 em Ananindeua | Pará»
6. ↑  «Resultado da apuração das Eleições 2016 em Ananindeua para prefeito e vereador»
7. ↑  «Dr. Daniel, do MDB, é eleito prefeito de Ananindeua». G1. 15 de novembro de 2020. Consultado em 13 de março de 2025
8. ↑  «Apuração das Eleições em Ananindeua (PA) | Eleições 2024». G1. Consultado em 13 de março de 2025
9. 1 2  «Justiça investiga e afasta prefeito de Ananindeua no Pará». CNN Brasil. 5 de agosto de 2025. Consultado em 6 de agosto de 2025
10. ↑  «STJ suspende afastamento do Prefeito de Ananindeua, Daniel Santos». G1. 6 de agosto de 2025. Consultado em 7 de agosto de 2025